# Belli e perdenti

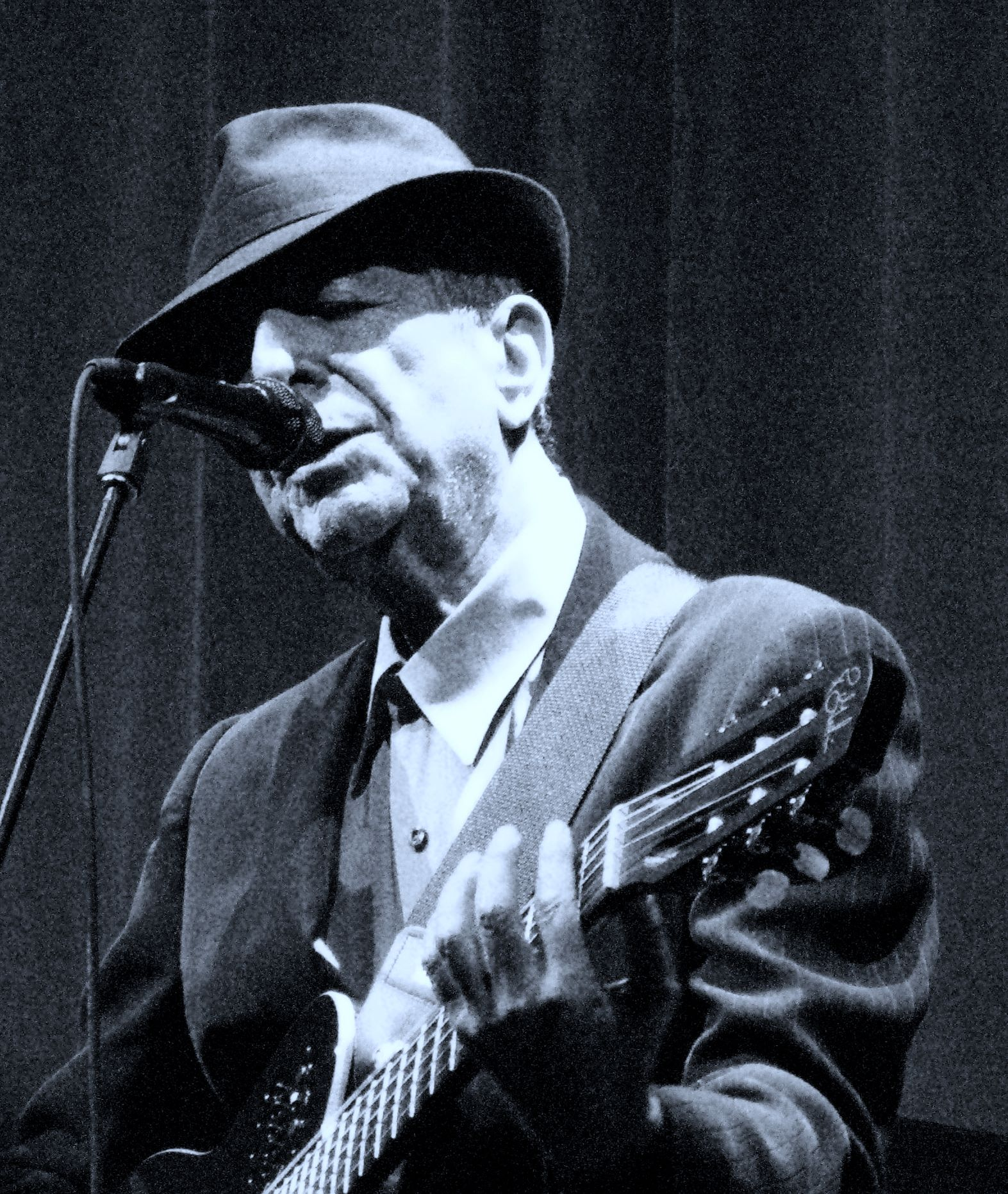
Leonard Cohen

Belli e perdenti (Beautiful Losers) è il secondo romanzo di Leonard Cohen, pubblicato nel 1966.
La storia della santa Mohawk Kateri Tekakwitha si intreccia con la storia di un triangolo amoroso tra un folklorista canadese senza nome, sua moglie Edith, nativa americana morta suicida, e il suo migliore amico F, parlamentare e a capo di un movimento separatista del Québec, che muore dopo che è rinchiuso in un istituto per malati di mente.

## Genesi e ricezione
Leonard Cohen scrisse il romanzo tra il 1964 e il 1965 mentre viveva sull'isola greca di Idra, digiunando e facendo uso di anfetamine per concentrare la sua creatività sul romanzo. Una volta terminato si dice abbia gettato la sua macchina da scrivere Olivetti lettera 22 nell'Egeo. 
Nonostante una grande campagna promozionale, le vendite furono deludenti e i critici inizialmente ostili. Il libro ha ricevuto attenzione dai critici e dal pubblico solo dopo che Cohen ha rinunciato alla carriera di scrittore e si è imposto come cantautore. Oggi il romanzo è considerato il capostipite della letteratura postmoderna canadese, ed è considerato parte del canone letterario canadese.
("Sylvie Simmons", "I'm Your Man, The Life of Leonard Cohen")

## Edizioni italiane
- Leonard Cohen, Belli e perdenti, traduzione di Bruno Oddera, Rizzoli, Milano, 1972.
- Leonard Cohen, Belli e perdenti, traduzione di Francesca Lamioni, a cura di Simone Barillari, Fandango, Roma, 2003, ISBN 88-87517-45-2.
- Leonard Cohen, Beautiful Losers, traduzione di Francesca Lamioni, Minimum Fax, Roma, 2014, ISBN 978-88-7521-587-3.